# Acanthosoma
Acanthosoma är ett släkte av insekter. Acanthosoma ingår i familjen taggbärfisar.
Släktet innehåller enligt Dyntaxa bara arten Hagtornsbärfis.